# Pribiš
Pribiš és un poble i municipi d'Eslovàquia que es troba a la regió de Žilina, al centre-nord del país.

## Demografia
| Godina             | 1994 | 2004 | 2014   | 2024 |
| ------------------ | ---- | ---- | ------ | ---- |
| Nombre de persones | 474  | 474  | 450    | 468  |
| Diferència         |      | +0%  | −5,06% | +4%  |

| Godina             | 2023 | 2024   |
| ------------------ | ---- | ------ |
| Nombre de persones | 470  | 468    |
| Diferència         |      | −0,42% |